# Список требак Российского императорского флота

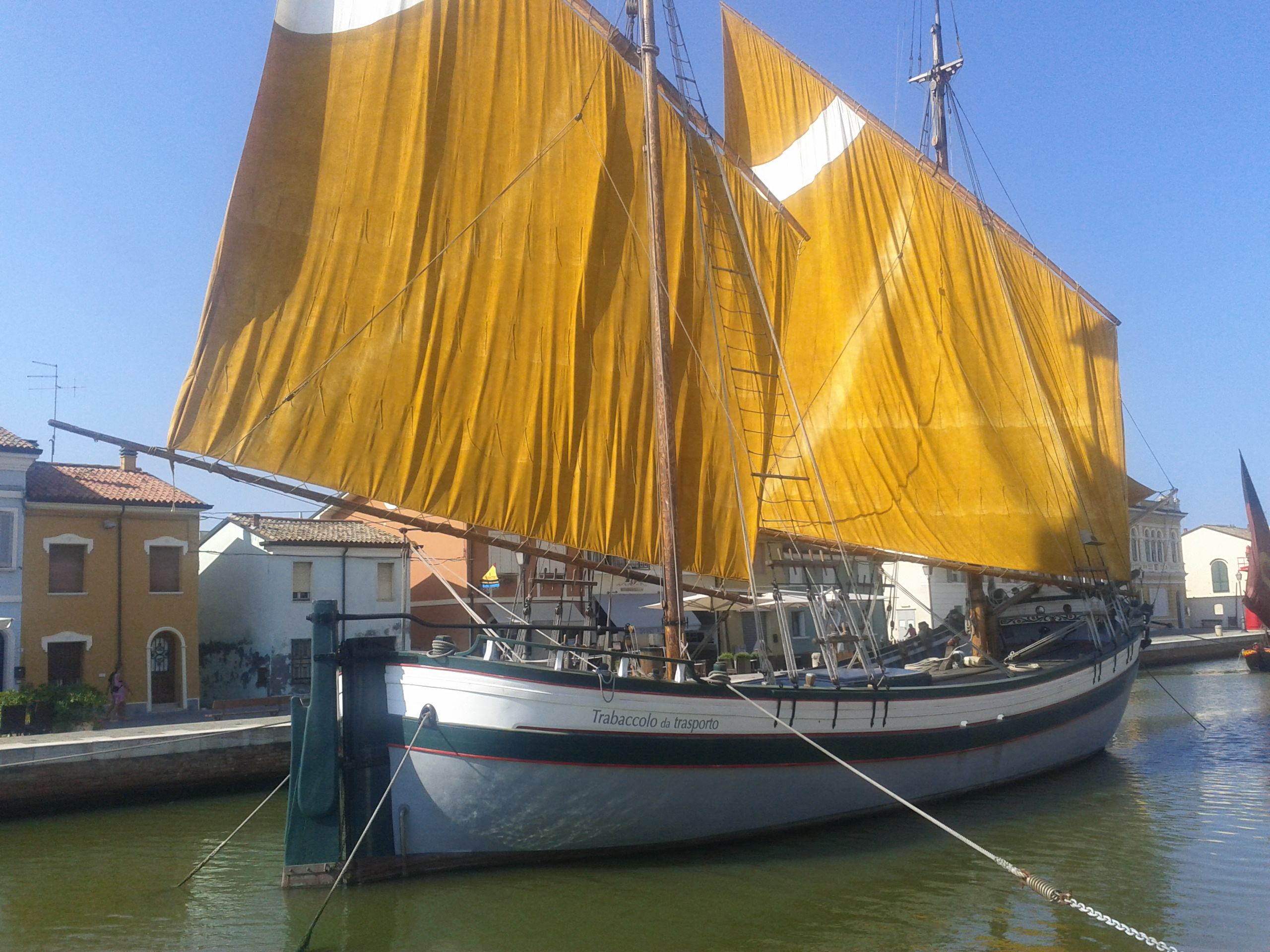
Современная грузовая требака в «Museo della Marineria» в Чезенатико, Италия.

В список включены все парусные требаки (от итал. trabaccolo), легкие двухмачтовые суда с рейковым парусным вооружением, входившие в состав Российского императорского флота.
Требаки были широко распространены в начале XVII века в Средиземноморье в качестве торговых судов и представляли собой легкие двухмачтовые суда с рейковым парусным вооружением и полными обводами корпуса. Соотношение длины к ширине этих судов составляло примерно 3:1. Как и на большинстве средиземноморских судов мачты требак были без штагов, при этом грот-мачта обычно располагалась вертикально, а фок-мачта была слегка наклонена вперед.
В российском флоте суда данного типа широкого распространения не получили. Для нужд флота было построено всего 5 требак, также использовалось одно трофейное судно. Русские требаки строились по образцам итальянских купеческих требак «Коло» и использовались в качестве грузовых, посыльных и лоц-судов. Вооружались орудиями малого калибра или несли службу без артиллерийского вооружения.

## Легенда
Список разбит на разделы по включению судов в состав Балтийского или Черноморского флотов, а также судов, в отношении которых таких сведений не сохранилось. Внутри разделов суда представлены в порядке очерёдности включения их в состав флота, в рамках одного года — по алфавиту. Ссылки на источники информации для каждой строки таблиц списка и комментариев, приведённых к соответствующим строкам, сгруппированы и располагаются в столбце Примечания.
Таблица:
- Наименование — имя судна.
- Количество орудий — количество артиллерийских орудий, установленных на судне. В случае, если судно в разное время было вооружено различным количеством орудий, значения указываться через знак «/», в случае отсутствия артиллерийского вооружения указан знак «—».
- Размер — длина и ширина судна в метрах.
- Осадка — осадка судна (глубина погружения в воду) в метрах.
- Верфь — верфь постройки судна.
- Корабельный мастер — фамилия мастера, построившего или руководившего постройкой судна.
- Год закладки судна — начало строительства судна.
- Год включения в состав флота — для судов, построенных в России, указывается год их спуска на воду, для трофейных судов — год взятия в плен.
- Дата вывода из состава флота — дата завершения службы в составе флота.
- История службы — основные даты, места и события.

Сортировка может проводиться по любому из выбранных столбцов таблиц, кроме столбцов История службы и Примечания.

## Требаки Балтийского флота
В разделе приведены все требаки, входившие в состав Балтийского флота России. В Балтийском флоте в разное время несли службу четыре требаки, построенные на российских верфях по двум различным проектам. При этом требаки № 1 и № 2 относились к типу «Номерная», а «Нарова» и «Тосно» — к типу «Нарова». Одновременно в составе Балтийского флота находилось не более двух таких судов.
| Наименование | Ор. | Размер     | Ос. | Верфь                   | Мастер                                                                   | Зак.                                                                     | Вх.  | Вых. | История службы | Прим.                                                               |
| ------------ | --- | ---------- | --- | ----------------------- | ------------------------------------------------------------------------ | ------------------------------------------------------------------------ | ---- | ---- | --- | ------------------------------------------------------------------- |
| № 1          | —   | 19,2 х 6,8 | 2,2 | Санкт-Петербург         | Сведений о корабельных мастерах и времени закладки судов не сохранилось. | Сведений о корабельных мастерах и времени закладки судов не сохранилось. | 1777 | 1815 | Сведений о плаваниях судна не сохранилось. По окончании службы требака была разобрана в Кронштадте. | [ 4 ] [ 5 ] [ 6 ]                                                   |
| № 2          | —   | 19,2 х 6,8 | 2,2 | Санкт-Петербург         | Сведений о корабельных мастерах и времени закладки судов не сохранилось. | Сведений о корабельных мастерах и времени закладки судов не сохранилось. | 1777 | 1815 | Сведений о плаваниях судна не сохранилось. В 1803 году требака находилась в Кронштадте. По окончании службы там же была разобрана. | [ 4 ] [ 5 ] [ 6 ] [ 7 ]                                             |
| Нарова       | 4/8 | 18,5 х 6,6 | 2,4 | верфь «Новая Голландия» | К. А. Глазырин                                                           | 1830                                                                     | 1830 | 1845 | В 1832 году выходила в практические плавания между Санкт-Петербургом и Кронштадтом и в Финский залив с кадетами Морского корпуса на борту. В 1833 году переделана в люгер. В качестве люгера судно использовалось для практических плаваний по Невской губе, выполнения гидрографических работ в Финском заливе и в качестве плавучего маяка на Елагинском фарватере Санкт-Петербурга, а 30 августа (11 сентября) 1834 года принимало участие в церемонии открытия памятника Александру I. Люгер был разобран в 1845 году. | [ 8 ] [ 9 ] [ 10 ] [ 11 ] [ 12 ] [ 13 ] [ 14 ] [ 15 ] [ 16 ] [ 17 ] |
| Тосно        | 4/8 | 18,5 х 6,6 | 2,4 | Охтенская верфь         | В. Ф. Стокке                                                             | 1830                                                                     | 1830 | 1841 | С 1831 по 1838 год использовалась для проведения гидрографических работ у Ревеля и описи финляндских шхер. Сведений о плаваниях в 1839 и 1840 годах не сохранилось. В 1841 году была продана частному владельцу. | [ 4 ] [ 5 ] [ 18 ] [ 19 ] [ 20 ] [ 21 ] [ 22 ] [ 23 ] [ 24 ]        |

## Требаки Черноморского флота
В разделе приведены все требаки, входившие в состав Черноморского флота России. В Черноморском флоте за всё время его существования несли службу только две требаки, одна из которых была построена специально для нужд российского флота, а вторая была захвачена у французов во время войны с Францией 1798—1800 годов.
| Наименование | Ор.  | Размер | Ос. | Верфь | Мастер | Зак. | Вх.  | Вых. | История службы | Прим.                                                                        |
| ------------ | ---- | --- | --- | --- | --- | --- | ---- | ---- | --- | ---------------------------------------------------------------------------- |
| Константин   | 2    | Сведений о размерах, осадке, месте и времени постройки судна, а также о построившем его корабельном мастере не сохранилось. | Сведений о размерах, осадке, месте и времени постройки судна, а также о построившем его корабельном мастере не сохранилось. | Сведений о размерах, осадке, месте и времени постройки судна, а также о построившем его корабельном мастере не сохранилось. | Сведений о размерах, осадке, месте и времени постройки судна, а также о построившем его корабельном мастере не сохранилось. | Сведений о размерах, осадке, месте и времени постройки судна, а также о построившем его корабельном мастере не сохранилось. | 1799 | 1828 | Трофейная французская требака, захваченная у Анконы 8 (19) мая 1799 года. Принимала участие в войне с Францией 1798—1800 годов, в том числе в блокаде Генуи, обстреле войск противника и уничтожении французских транспортных судов у крепости Святого Маврикия, и русско-турецкой войне 1806—1812 годов, в том числе в захвате судов неприятеля, бомбардировке укреплений Сухум-Кале и высадке десанта. В период между войнами использовалась для проведения гидрографических работ в Чёрном море, а также плаваний в Чёрном и Азовском морях. После русско-турецкой войны использовалась для крейсерских плаваний, после чего несла брандвахтенную службу на Сухумском рейде, в Севастополе и Таганроге. | [ 25 ] [ 26 ] [ 27 ] [ 28 ] [ 29 ] [ 30 ] [ 31 ] [ 32 ] [ 33 ] [ 34 ] [ 35 ] |
| Утка         | 4/10 | 18,5 х 6,7 | 2,4 | Севастопольское адмиралтейство                                                                                              | И. Я. Осминин | 1823 | 1824 | 1849 | Использовалась для перевозки грузов между черноморскими портами. Принимала участие русско-турецкой войне 1828—1829 годов, использовалась для доставки грузов на суда эскадры адмирала А. С. Грейга, и экспедиции Черноморского флота на Босфор в 1833 году. В 1849 году требака была разобрана (по другим данным в том же году попала в шторм и разбилась). | [ 4 ] [ 26 ] [ 36 ] [ 37 ] [ 38 ] [ 39 ] [ 40 ] [ 41 ] [ 42 ] [ 43 ]         |

## Прочие требаки
Помимо приведённых в таблицах судов Балтийского и Черноморского флотов в книге Ф. Ф. Веселаго «Список русских военных судов с 1668 по 1860 год» есть упоминание о трофейной 9-ти пушечной требаке, захваченной у турецкого флота при крепости Измаил в 1790 году. Однако сведений о дальнейшей судьбе этого судна, как и данных о включении его в состав российского флота не сохранилось.

### Комментарии
1. ↑  В дореволюционных источниках суда данного типа часто называют требакулами или трембакулами, в современных источниках также встречаются варианты трамбак и трабакколо.
2. ↑  63 фута 2 дюйма х 23 фута 3 дюйма.
3. ↑  7 футов 1 дюйм.
4. ↑  Название верфи не установлено.
5. ↑  Нарова — историческое название реки Нарвы.
6. ↑  60 футов 6 дюймов х 21 фут 6 дюймов. Длина указана между перпендикулярами, а ширина без обшивки.
7. ↑  7 футов 10 дюймов.
8. ↑   Требака «Тосно» в некоторых источниках также именуется как «Тосна».
9. ↑  В некоторых источниках именуется «Святой Константин».
10. ↑  Указано количество орудий во время французской службы, состав вооружения на русской службе неизвестен.
11. ↑  60 футов 6 дюймов х 21 фут 10 дюймов.
12. ↑  7 футов 9 дюймов.
13. ↑  Длина судна составляла 20,5 метра (67 футов), ширина — 5,6 метра (18,5 футов), а осадка 1,7 метра (5,5 футов).